# Roussanne

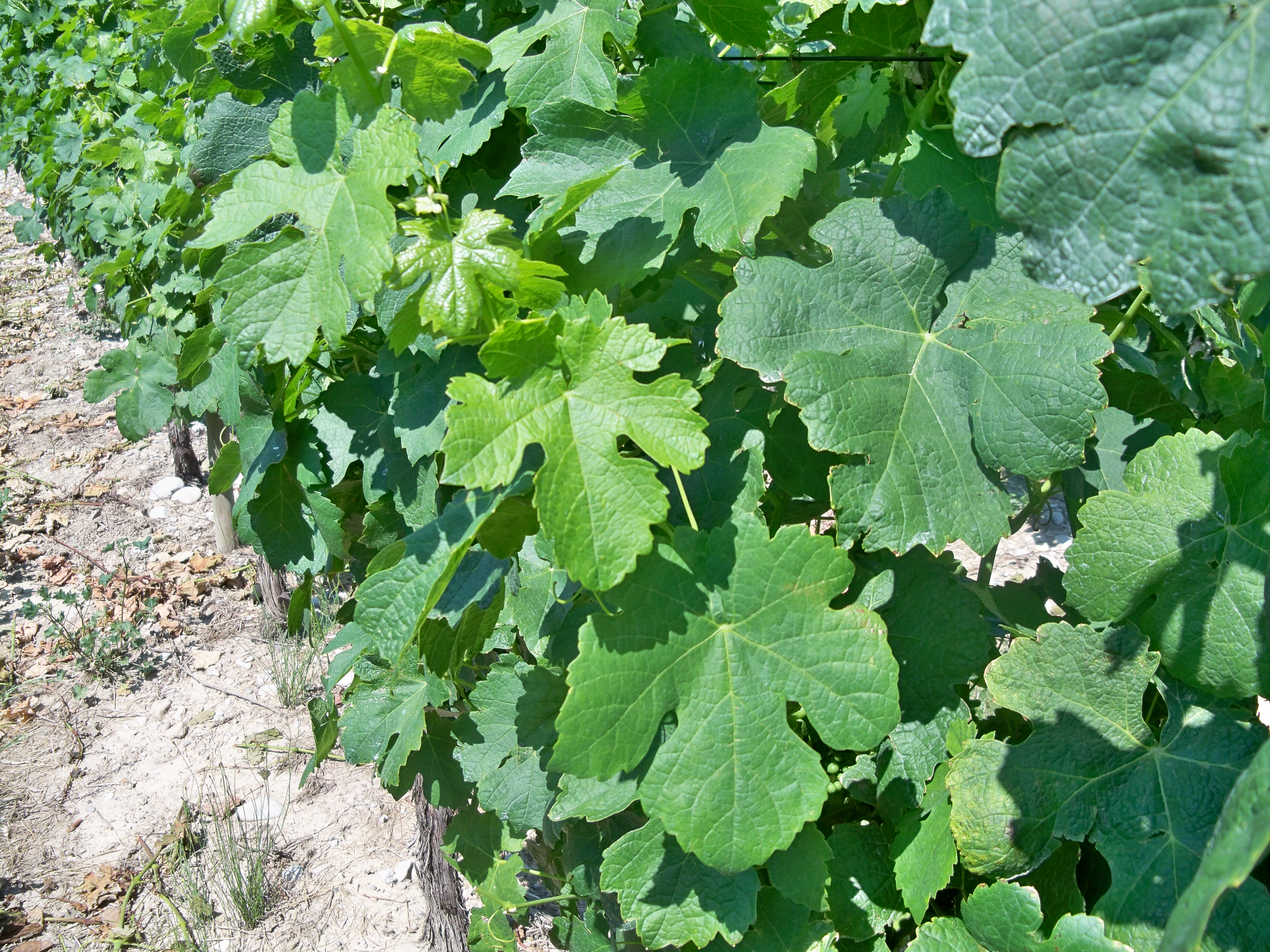
Roussanneranken

Roussanne is een witte druif die voornamelijk voorkomt in de (noordelijke) Rhône, maar ook in de Languedoc-Roussillon en de Provence. Daarnaast zijn er ook nog enkele kleine gebieden in Frankrijk en daarbuiten waar hij kan worden aangetroffen.
De druif heeft een onregelmatige opbrengst en is gevoelig voor meeldauw. De druif brengt veelal aromatische wijnen voort. Ze wordt vaak gemengd met Marsanne.

## Toepassing
Bij de volgende AOC-AOP is deze druif toegestaan:
- Rhône: Hermitage, Crozes-hermitage, Saint-Joseph, Saint-Péray en Châteauneuf-du-Pape
- Languedoc: Corbières, Faugères, Languedoc, Minervois, Saint-Chinian
- Roussillon: Collioure, Côtes du Rousillon
- Provence
- Savoie, de druif staat daar meer bekend onder de naam Bergeron en wordt gebruikt in een van de crus van de AOC Savoie

## Synoniemen
- Roussanne du var (Provence)
- Bergeron (Savoie)